# Martina Carraro
Martina Carraro (Genova, 21 giugno 1993) è una nuotatrice italiana.

## Biografia
Specializzata nella rana, si è formata sportivamente nelle file della Genova Nuoto. Emerge a livello nazionale nel 2009, laureandosi campionessa italiana nei 100 m ai campionati italiani primaverili di Riccione e vice campionessa italiana nella gara dei 50 m con il tempo di 31"39 alla tornata estiva di Pescara. Un anno dopo, nell'agosto 2010, vince la medaglia d'argento nella gara dei 50 m rana alle Olimpiadi giovanili di Singapore.
Nel 2012 si trasferisce a Bologna, tesserandosi per il Nuoto Club Azzurra 1991 guidato dal tecnico Fabrizio Bastelli.
Il 9 luglio 2015, alle Universiadi di Gwangju 2015, realizza il record italiano in vasca lunga sui 50 metri rana, con il tempo di 30"89 in semifinale, migliorando il suo precedente primato di 31"00, stabilito a Roma durante il Trofeo Sette Colli 2015.
Successivamente, migliora ancora questo record durante i campionati mondiali di Kazan' 2015 in batteria con il tempo di 30"83, record che verrà superato in seguito da Arianna Castiglioni.
Nel 2016 si arruola nel Gruppo Sportivo Fiamme Azzurre.
Il 23 luglio 2019, ai Mondiali di Gwangju, conquista il bronzo nei 100 metri, con il tempo di 1'06"36, alle spalle della statunitense Lilly King e della russa Julija Efimova. Nel 2021 invece conquista la medaglia d'oro nei 100 metri agli europei in corta di Kazan'.

### Vita privata
Dal 2009 è stata legata sentimentalmente al nuotatore Luca Leonardi. Dal 2016 intrattiene una relazione con il nuotatore Fabio Scozzoli, che ha sposato il 20 maggio 2022 a Modena.

## Primati personali (vasca lunga)
| Distanza   | Tempo          |
| ---------- | -------------- |
| 50 m rana  | 30"23 (2019)   |
| 100 m rana | 1'05"85 (2021) |
| 200 m rana | 2'23"64 (2022) |

## Palmarès

### Competizioni internazionali
| Anno | Manifestazione            | Sede           | Evento             | Risultato         | Prestazione | Note   |
| ---- | ------------------------- | -------------- | ------------------ | ----------------- | ----------- | ------ |
| 2009 | Europei giovanili         | Praga          | 50m rana           | 5ª                | 32"36       |        |
| 2009 | Mondiali                  | Roma           | 50m rana           | 37ª in batteria   | 31"98       |        |
| 2009 | Gymnasiadi                | Doha           | 50m rana           | Argento           | 31"88       |        |
| 2009 | Gymnasiadi                | Doha           | 100m rana          | 4ª                | 1'09"85     |        |
| 2009 | Gymnasiadi                | Doha           | 200m rana          | 12ª in batteria   | 2'37"62     |        |
| 2009 | Gymnasiadi                | Doha           | 4x100m misti       | Batteria          | dq          | [ 7 ]  |
| 2010 | Giochi Olimpici giovanili | Singapore      | 50m rana           | Argento           | 32"44       |        |
| 2010 | Giochi Olimpici giovanili | Singapore      | 100m rana          | 6ª                | 1'10"95     |        |
| 2010 | Giochi Olimpici giovanili | Singapore      | 200m rana          | 17ª in batteria   | 2'43"91     |        |
| 2015 | Universiadi               | Gwangju        | 50m rana           | Bronzo            | 31"11       |        |
| 2015 | Universiadi               | Gwangju        | 100m rana          | 7ª                | 1'08"07     |        |
| 2015 | Universiadi               | Gwangju        | 4x100m misti       | Oro               | 4'00"50     | [ 8 ]  |
| 2015 | Mondiali                  | Kazan'         | 50m rana           | 13ª in semifinale | 31"17       |        |
| 2015 | Europei in vasca corta    | Netanya        | 50m rana           | 7ª                | 30"52       |        |
| 2015 | Europei in vasca corta    | Netanya        | 50m rana           | 8ª                | 1'06"35     |        |
| 2015 | Europei in vasca corta    | Netanya        | 4x50m misti        | Bronzo            | 1'45"73     | [ 9 ]  |
| 2016 | Europei                   | Londra         | 50m rana           | 8ª in semifinale  | 31"14       | [ 10 ] |
| 2016 | Europei                   | Londra         | 100m rana          | 5ª                | 1'07"81     |        |
| 2016 | Europei                   | Londra         | 4×100m misti       | Argento           | 4'00"73     | [ 11 ] |
| 2016 | Europei                   | Londra         | 4×100m misti mista | Argento           | 3'45"74     | [ 12 ] |
| 2016 | Giochi Olimpici           | Rio de Janeiro | 100m rana          | 20ª in batteria   | 1'07"56     |        |
| 2016 | Mondiali in vasca corta   | Windsor        | 50m rana           | 12ª in semifinale | 30"43       |        |
| 2016 | Mondiali in vasca corta   | Windsor        | 100m rana          | 16ª in semifinale | 1'06"09     |        |
| 2016 | Mondiali in vasca corta   | Windsor        | 4×50m misti        | Argento           | 1'45"38     | [ 13 ] |
| 2016 | Mondiali in vasca corta   | Windsor        | 4×100m misti       | 7º                | 3'53"58     | [ 14 ] |
| 2017 | Mondiali                  | Budapest       | 50m rana           | 16ª in semifinale | 31"16       |        |
| 2017 | Mondiali                  | Budapest       | 100m rana          | 22ª in batteria   | 1'08"11     |        |
| 2017 | Europei in vasca corta    | Copenaghen     | 50m rana           | 11ª in semifinale | 30"26       |        |
| 2017 | Europei in vasca corta    | Copenaghen     | 100m rana          | 9ª in semifinale  | 1'05"41     |        |
| 2018 | Giochi del Mediterraneo   | Tarragona      | 50m rana           | Argento           | 31"33       |        |
| 2018 | Giochi del Mediterraneo   | Tarragona      | 100m rana          | 4ª                | 1'08"20     |        |
| 2018 | Giochi del Mediterraneo   | Tarragona      | 100m rana          | 6ª                | 2'29"62     |        |
| 2018 | Europei                   | Glasgow        | 50m rana           | 6ª                | 31"11       |        |
| 2018 | Europei                   | Glasgow        | 100m rana          | 7ª                | 1'07"59     |        |
| 2018 | Europei                   | Glasgow        | 4×100m misti mista | 4º                | 3'57"00     | [ 8 ]  |
| 2018 | Mondiali in vasca corta   | Hangzhou       | 50m rana           | Bronzo            | 29"59       |        |
| 2018 | Mondiali in vasca corta   | Hangzhou       | 100m rana          | 4ª                | 1'04"73     |        |
| 2018 | Mondiali in vasca corta   | Hangzhou       | 4x50m misti        | Bronzo            | 3'51"38     | [ 15 ] |
| 2019 | Mondiali                  | Gwangju        | 50m rana           | 5ª                | 30"49       |        |
| 2019 | Mondiali                  | Gwangju        | 100m rana          | Bronzo            | 1'06"36     |        |
| 2019 | Mondiali                  | Gwangju        | 200m rana          | 18ª in batteria   | 2'27"41     |        |
| 2019 | Mondiali                  | Gwangju        | 4x100 m misti      | 4º                | 3'56"50     | [ 15 ] |
| 2019 | Europei in vasca corta    | Glasgow        | 50m rana           | Argento           | 29"60       |        |
| 2019 | Europei in vasca corta    | Glasgow        | 100m rana          | Oro               | 1'04"51     |        |
| 2019 | Europei in vasca corta    | Glasgow        | 200m rana          | Bronzo            | 2'19"68     |        |
| 2021 | Europei                   | Budapest       | 50m rana           | 6ª in batteria    | 30"57       | [ 16 ] |
| 2021 | Europei                   | Budapest       | 100m rana          | Bronzo            | 1'06"21     |        |
| 2021 | Europei                   | Budapest       | 200m rana          | 10ª in semifinale | 2'25"07     |        |
| 2021 | Europei                   | Budapest       | 4x100m misti       | Bronzo            | 3'56"30     | [ 8 ]  |
| 2021 | Giochi Olimpici           | Tokyo          | 100m rana          | 7ª                | 1'06"19     |        |
| 2021 | Giochi Olimpici           | Tokyo          | 200m rana          | 21ª in batteria   | 2'26"17     |        |
| 2021 | Giochi Olimpici           | Tokyo          | 4x100m misti       | 6º                | 3'56"68     | [ 15 ] |
| 2021 | Europei in vasca corta    | Kazan'         | 50m rana           | 5ª in batteria    | 29"94       | [ 16 ] |
| 2021 | Europei in vasca corta    | Kazan'         | 100m rana          | Oro               | 1'04"01     |        |
| 2021 | Europei in vasca corta    | Kazan'         | 200m rana          | 5ª                | 2'19"91     |        |
| 2021 | Mondiali in vasca corta   | Dubai          | 100m rana          | 10ª in semifinale | 1'04"89     |        |
| 2021 | Mondiali in vasca corta   | Dubai          | 4x100m misti       | 6º                | 3'51"03     | [ 17 ] |
| 2022 | Europei                   | Roma           | 50m rana           | 8ª in batteria    | 30"90       | [ 18 ] |
| 2022 | Europei                   | Roma           | 100m rana          | 4ª in batteria    | 1'07"04     | [ 18 ] |
| 2022 | Europei                   | Roma           | 200m rana          | Argento           | 2'23"64     |        |
| 2023 | Mondiali                  | Fukuoka        | 100m rana          | 11ª in semifinale | 1'06"56     | [ 18 ] |
| 2023 | Mondiali                  | Fukuoka        | 200m rana          | 14ª in semifinale | 2'25"76     |        |
| 2023 | Mondiali                  | Fukuoka        | 4x100m misti       | 11º in batteria   | 4'00"67     | [ 19 ] |
| 2023 | Europei in vasca corta    | Otopeni        | 50m rana           | 9ª in batteria    | 30"28       | [ 18 ] |
| 2023 | Europei in vasca corta    | Otopeni        | 100m rana          | 7ª                | 1'05"47     | [ 18 ] |
| 2023 | Europei in vasca corta    | Otopeni        | 200m rana          | 12ª in semifinale | 2'22"70     |        |

### Campionati italiani
20 titoli individuali e 1 staffetta, così ripartiti:
- 5 nei 50 m rana
- 10 nei 100 m rana
- 5 nei 200 m rana
- 1 nei 4x50 m misti

| Anno | Edizione    | rana 50 m | rana 100 m | rana 200 m | misti 4x50 m |
| ---- | ----------- | --------- | ---------- | ---------- | ------------ |
| 2009 | Primaverili | -         | 1          | -          | -            |
| 2009 | Estivi      | 2         | -          | -          | -            |
| 2010 | Primaverili | 3         | -          | -          | -            |
| 2010 | Invernali   | 3         | -          | -          | -            |
| 2011 | Primaverili | 3         | -          | -          | -            |
| 2013 | Invernali   | 3         | -          | -          | -            |
| 2014 | Primaverili | 3         | -          | -          | -            |
| 2014 | Invernali   | 2         | -          | -          | -            |
| 2015 | Primaverili | 2         | 3          | -          | -            |
| 2015 | Invernali   | 1         | 1          | 3          | -            |
| 2016 | Primaverili | 1         | 1          | -          | -            |
| 2016 | Invernali   | 1         | 2          | -          | -            |
| 2017 | Primaverili | 2         | 1          | -          | -            |
| 2017 | Estivi      | -         | 1          | -          | -            |
| 2017 | Invernali   | 2         | 1          | -          | -            |
| 2018 | Primaverili | 2         | 2          | 2          | -            |
| 2018 | Estivi      | -         | -          | 3          | -            |
| 2018 | Invernali   | 1         | 1          | -          | 1            |
| 2019 | Primaverili | 1         | 1          | 1          | -            |
| 2019 | Invernali   | 2         | 1          | -          | -            |
| 2020 | Estivi      | 2         | 2          | 1          | -            |
| 2020 | Invernali   | 2         | 2          | 1          | -            |
| 2021 | Primaverili | 2         | 1          | -          | -            |
| 2021 | Invernali   | -         | 2          | -          | -            |
| 2022 | Estivi      | -         | 3          | 2          | -            |
| 2022 | Invernali   | 2         | 3          | 1          | -            |
| 2023 | Primaverili | 3         | 2          | 1          | -            |
| 2023 | Invernali   | -         | 3          | -          | -            |
| 2024 | Primaverili | -         | 2          | 3          | -            |

## International Swimming League
| Stagione 2019   | Stagione 2020   | Stagione 2021   |
| --------------- | --------------- | --------------- |
| Aqua Centurions | Aqua Centurions | Aqua Centurions |